# Marshall Godschalk
Marshall Godschalk (ur. 28 lutego 1984 w Willemstad) – holenderski wioślarz, reprezentant Holandii w wioślarskiej Wioślarstwo na Letnich Igrzyskach Olimpijskich 2008 – czwórka bez sternika wagi lekkiej mężczyznczwórce bez sternika wagi lekkiej podczas Letnich Igrzysk Olimpijskich w Pekinie.

## Osiągnięcia
- Mistrzostwa Świata – Eton 2006 – ósemka wagi lekkiej – 6. miejsce[1].
- Mistrzostwa Świata – Monachium 2007 – ósemka wagi lekkiej – 1. miejsce[1].
- Igrzyska Olimpijskie – Pekin 2008 – czwórka bez sternika wagi lekkiej – 6. miejsce[1].